# Catherine McKenna
Catherine Mary McKenna (Hamilton, 5 agosto 1971) è una politica canadese.

## Biografia
Dopo aver frequentato la St. Mary Catholic Secondary School di Hamilton, Ontario, ha conseguito il Bachelor of arts in Relazioni internazionali e lingua francese presso l'Università di Toronto, il Master of Science in Relazioni internazionali presso la London School of Economics and Political Science, il Bachelor of Laws in Legge presso l'Università McGill di Montréal.
Dopo la collaborazione con lo studio legale Soewito Suhardiman Eddymurthy Kardono, nel 2001-2002 è stata consigliere giuridico per la missione di pace delle Nazioni Unite a Timor Est, conclusa con il Trattato del mare di Timor che prevedeva lo sfruttamento congiunto delle risorse petrolifere in una parte del mar di Timor.
Nel 2002, e sino al 2005, è entrata a far parte dello studio legale Stikeman Elliott, lavorando nei settori della concorrenza, del commercio e del diritto costituzionale; nello questo periodo è stata consulente per la revisione del sistema giudiziario militare canadese.
Nel 2005-2010 è stata consulente legale di Canadian Real Estate Association (CREA).
Nel 2005 è stata tra i fondatori di Canadian Lawyers Abroad, un'organizzazione senza scopo di lucro che opera nei paesi in via di sviluppo e con le comunità indigene in Canada.
Nel 2012-2014 ha insegnato presso la Munk School of Global Affairs and Public Policy dell'Università di Toronto.
Nel 2013-2014 è stata direttrice esecutiva di Banff Forum, primaria organizzazione canadese che riunisce giovani leader per discutere su come affrontare le principali sfide che il Canada deve affrontare.

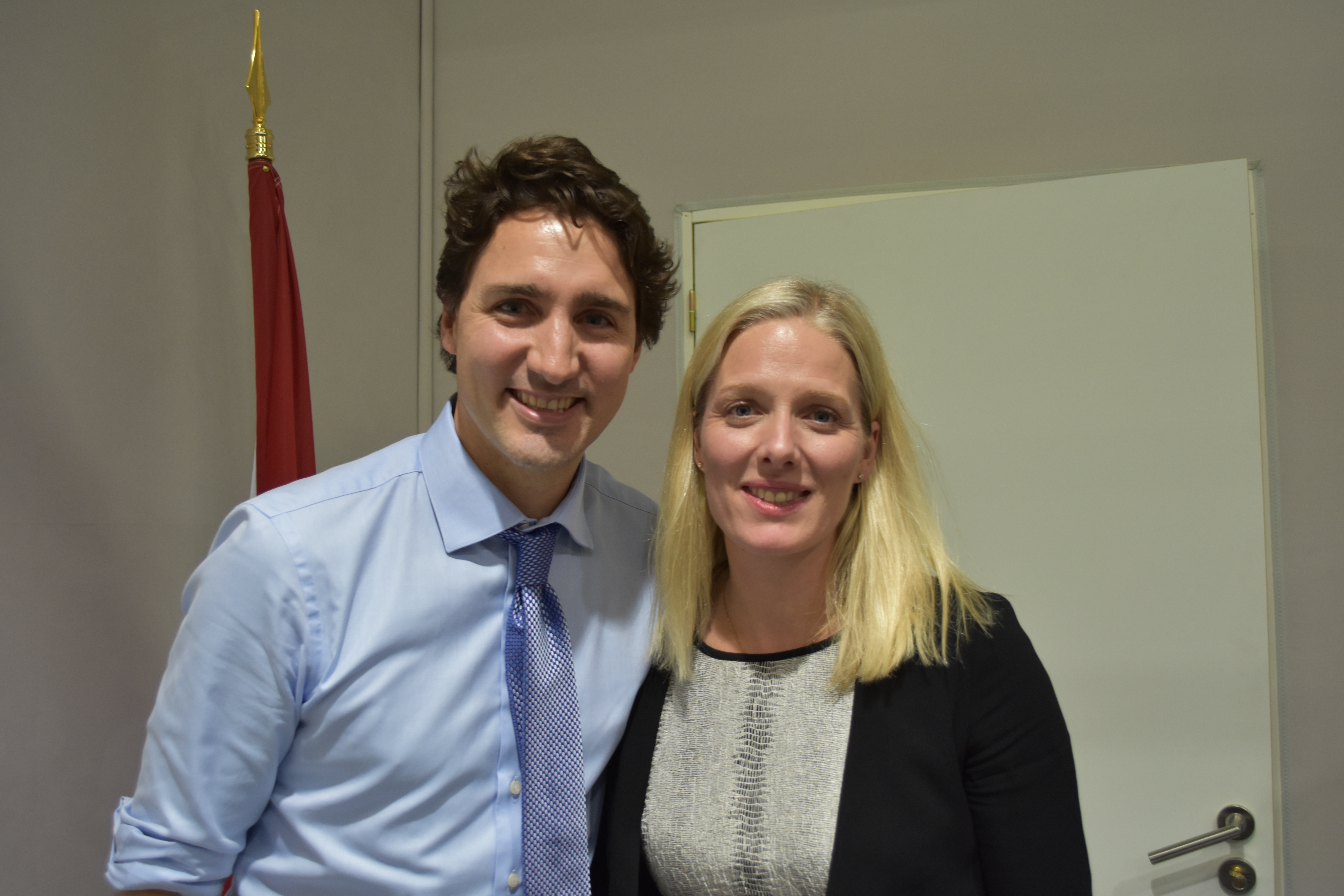
Justin Trudeau e Catherine McKenna alla COP 21 di Parigi.

Alle elezioni federali del 2015, è stata eletta alla Camera dei Comuni nella circoscrizione Ottawa Centro con il 42,66% dei voti. 
Il 4 novembre 2015 è stata nominata Ministro dell'ambiente e del cambiamento climatico nel Gabinetto presieduto da Justin Trudeau. In tale veste ha partecipato alla COP21 di Parigi, già nel dicembre 2015.
Alle elezioni federali 2019, è stata rieletta alla Camera dei Comuni nella circoscrizione Ottawa Centro con il 48,66% dei voti.
Il 20 novembre 2019 è stata nominata Ministro delle infrastrutture e delle comunità nel nuovo Gabinetto presieduto da Justin Trudeau.
A fine giugno 2021 ha comunicato che avrebbe rinunciato alla futura campagna elettorale per dedicarsi ai tre figli e per concentrarsi sui problemi climatici. Con le elezioni anticipate del 20 settembre 2021 e il successivo insediamento del terzo Gabinetto Trudeau, il 26 ottobre 2021 Catherine McKenna lasciava il Ministero, poiché la Legge costituzionale del 1867 richiede che i ministri siano anche parlamentari.
Cofondatrice di Climate and Nature Solutions, alla COP26 di Glasgow ha presentato il movimento Women Leading on Climate, che si occupa dei contributi delle donne contro il cambiamento climatico.
Il 31 marzo 2022 il Segretario generale delle Nazioni Unite António Guterres ha istituito un Gruppo di esperti sugli impegni a emissioni zero degli enti non statali, alla cui presidenza è stata nominata Catherine McKenna.
L'8 novembre 2022 il Gruppo di esperti ha presentato il rapporto Integrity Matters: Net Zero Commitments by Businesses, Financial Institutions, Cities and Regions alla COP27 di Sharm el-Sheikh.

## Vita privata
Il 14 agosto 1999, la McKenna ha sposato Scott Gilmore, scrittore e attivista fondatore di Peace Dividend Trust, oltreché fratello dell'attore Patrick, dal quale ha avuto tre figli, due femmine e un maschio. La famiglia Gilmore dal 2002 vive a The Glebe, quartiere di Ottawa.